# Kirchheim am Neckar
Kirchheim am Neckar är en kommun och ort i Landkreis Ludwigsburg i regionen Stuttgart i Regierungsbezirk Stuttgart i förbundslandet Baden-Württemberg i Tyskland.
Kommunen ingår i kommunalförbundet Bönnigheim tillsammans med staden Bönnigheim och kommunen Erligheim.